# 사랑의 크리스마스
사랑의 크리스마스(All I Want For Christmas)는 미국에서 제작된 로버트 라이버먼 감독의 1991년 코미디, 가족 영화이다. 제이미 쉐리던 등이 주연으로 출연하였고 메리케이 포웰 등이 제작에 참여하였다.

## 출연

### 주연
- 제이미 쉐리던
- 할리 제인 코작

### 조연
- 에단 엠브리
- 레슬리 닐슨
- 마이클 알라이모
- 로렌 바콜
- 도라 버치

## 제작진
- 공동제작: 빅키 허먼
- 미술: 허먼 F. 짐머맨
- 의상: 놀런 밀러

## 같이 보기
- 크리스마스 영화 목록